# Lentate sul Seveso
Lentate sul Seveso es una localidad y comune italiana de la provincia de Monza y Brianza, región de Lombardía, con 15.289 habitantes.

## Evolución demográfica
| Gráfica de evolución demográfica de Lentate sul Seveso entre 1861 y 2001 |
|                                                                          |
| Fuente ISTAT - elaboración gráfica de Wikipedia                          |